# Herpetogramma hipponalis
Herpetogramma hipponalis is een vlinder uit de familie van de grasmotten (Crambidae), uit de onderfamilie van de Spilomelinae. De wetenschappelijke naam van deze soort is voor het eerst gepubliceerd in 1859 door Francis Walker.
De spanwijdte bedraagt ongeveer 2 centimeter.
De soort komt voor in China, Maleisië, Papoea-Nieuw-Guinea en Australië.